# Heathen Tour
Heathen Tour — концертный тур британского рок-музыканта Дэвида Боуи, организованный в 2002 году в поддержку альбома Heathen. Одной из особенностью турне было исполнение всех песен альбома Low (1977), по ходу гастролей.

## История
Альбом Low, который раньше никогда полностью не исполнялся вживую, впервые был сыгран от начала и до конца во время выступления Дэвида Боуи в нью-йоркском концертном зале Roseland Ballroom (11 июня 2002) вместе со всеми песнями из альбома Heathen. Поскольку занятость артиста исключали возможность проведения крупного концертного тура, Heathen Tour представлял собой в мини-тур, аналогичный Outside Summer Festivals Tour 1996 года.
11 февраля 2002 года было объявлено, что Боуи стал художественным руководителем фестиваля Meltdown, ежегодного музыкального и художественного мероприятия, превосходившего в лондонском районе Саут-Банк. David Bowie’s Meltdown 2002 проходил с 14 по 30 июня, при участии таких артистов, как Legendary Stardust Cowboy, Coldplay и The Waterboys, а также London Sinfonietta, которые исполнили симфоний Low и Heroes Филипа Гласса. Заключительный день мероприятия был озаглавлен «Новой языческой ночью» — Боуи выступил в качестве хедлайнера с The Dandy Warhols на разогреве, после чего последовал диджейский сет Джонатана Росса.
Таким образом Heathen Tour начался выступлением Боуи на Meltdown, после чего музыканты провёл серию концертов в Европе и США, включая коллаборацию с Моби на его фестивале Area:2 Festivals. Последние семь концертов турне включали пять шоу в каждом из пяти округов Нью-Йорка, озаглавленные Боуи «The New York Marathon Tour». Музыкант пошутил по этому поводу: «Я мог доехать со всех этих концертов до своего дома на роликах».

## Участвующие музыканты

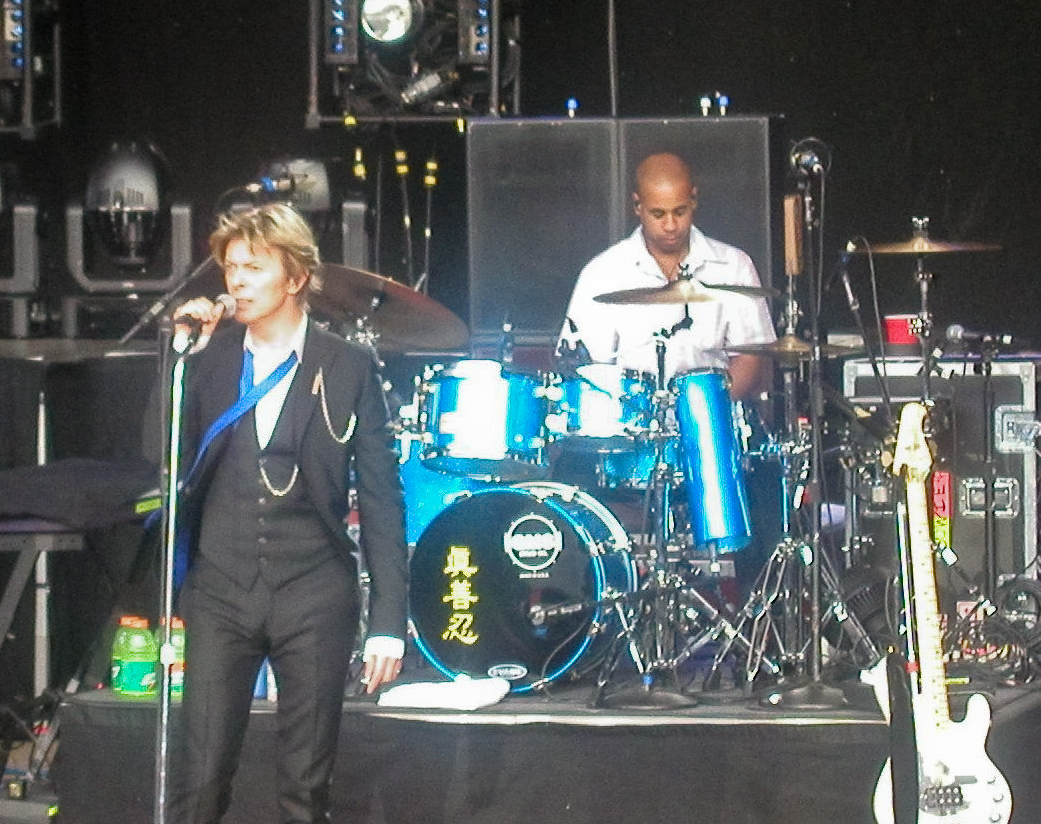
Боуи и Стерлинг Кэмпбелл на концерте в Маунтин-Вью

- Дэвид Боуи — вокал, гитара, саксофон, губная гармоника, стилофон[англ.]
- Эрл Слик — гитара
- Джерри Леонард[англ.] — гитара, клавишные, бэк-вокал
- Марк Плати[англ.] — гитара, бас-гитара, клавишные, бэк-вокал
- Гейл Энн Дорси[англ.] — бас-гитара, гитара, бубен (в песне «Heathen (The Rays)»), бэк-вокал
- Стерлинг Кэмпбелл — ударные, перкуссия
- Майк Гарсон — клавишные
- Кэтрин Рассел[англ.] — клавишные, перкуссия, бэк-вокал

## Список композиций
Этот список даёт представление о среднестатистическом сет-листе турне. В качестве примера взята концертная программа шоу в The Music Hall at Snug Harbour (11 октября 2002 года), тем не менее, в зависимости от шоу, песни могли меняться.
1. «Life on Mars?»
2. «Ashes to Ashes»
3. «Breaking Glass»
4. «Cactus» (песня Pixies)
5. «China Girl» (песня Игги Попа)
6. «Slip Away»
7. «Fame»
8. «I’m Afraid of Americans»
9. «Speed of Life»
10. «5:15 The Angels Have Gone»
11. «I’ve Been Waiting for You» (песня Нила Янга)
12. «Survive»
13. «Rebel Rebel»
14. «„Heroes“»
15. «Heathen (The Rays)»

На бис:
1. «Sunday»
2. «I Would Be Your Slave»
3. «Afraid»
4. «Everyone Says 'Hi'»
5. «Hallo Spaceboy»
6. «Let’s Dance»
7. «Ziggy Stardust»

## Расписание концертов
| Дата             | Город           | Страна            | Место                                  |
| Разминочные шоу  | Разминочные шоу | Разминочные шоу   | Разминочные шоу                        |
| ---------------- | --------------- | ----------------- | -------------------------------------- |
| 11 июня 2002     | Нью-Йорк        | Соединённые Штаты | Roseland Ballroom                      |
| 15 июня 2002     | Нью-Йорк        | Соединённые Штаты | Sony Music Studios                     |
| Европа           |                 |                   |                                        |
| 29 июня 2002     | Лондон          | Англия            | Royal Festival Hall                    |
| 1 июля 2002      | Париж           | Франция           | L’Olympia                              |
| 3 июля 2002      | Кристиансанн    | Норвегия          | Odderøya                               |
| 5 июля 2002      | Хорсенс         | Дания             | Horsens Ny Teater                      |
| 7 июля 2002      | Остенде         | Бельгия           | Hippodrome Wellington                  |
| 10 июля 2002     | Манчестер       | Англия            | Old Trafford Cricket Ground            |
| 12 июля 2002     | Кёльн           | Германия          | E-Werk                                 |
| 14 июля 2002     | Ним             | Франция           | Arena of Nîmes                         |
| 15 июля 2002     | Лукка           | Италия            | Piazza Napoleone                       |
| 18 июля 2002     | Монтрё          | Швейцария         | Auditorium Stravinski                  |
| Северная Америка |                 |                   |                                        |
| 28 июля 2002     | Бристоу         | Соединённые Штаты | Nissan Pavilion                        |
| 30 июля 2002     | Камден          | Соединённые Штаты | Tweeter Center at the Waterfront       |
| 31 июля 2002     | Холмдел Тауншип | Соединённые Штаты | PNC Bank Arts Center                   |
| 2 августа 2002   | Уанто           | Соединённые Штаты | Tommy Hilfiger at Jones Beach Theater  |
| 3 августа 2002   | Мэнсфилд        | Соединённые Штаты | Tweeter Center for the Performing Arts |
| 5 августа 2002   | Торонто         | Канада            | Molson Amphitheater                    |
| 6 августа 2002   | Кларкстон       | Соединённые Штаты | DTE Energy Music Theatre               |
| 8 августа 2002   | Кларкстон       | Соединённые Штаты | Tweeter Center                         |
| 10 августа 2002  | Денвер          | Соединённые Штаты | Pepsi Center                           |
| 13 августа 2002  | Ирвайн          | Соединённые Штаты | Verizon Wireless Amphitheatre          |
| 14 августа 2002  | Маунтин-Вью     | Соединённые Штаты | Shoreline Amphitheatre                 |
| 16 августа 2002  | Джордж          | Соединённые Штаты | The Gorge Amphitheatre                 |
| Европа           |                 |                   |                                        |
| 22 сентября 2002 | Берлин          | Германия          | Max-Schmeling-Halle                    |
| 24 сентября 2002 | Париж           | Франция           | Le Zénith                              |
| 25 сентября 2002 | Париж           | Франция           | Le Zénith                              |
| 27 сентября 2002 | Бонн            | Германия          | Museumsmeile                           |
| 29 сентября 2002 | Мюнхен          | Германия          | Olympiahalle                           |
| 2 октября 2002   | Лондон          | Англия            | Carling Apollo Hammersmith             |
| Северная Америка |                 |                   |                                        |
| 11 октября 2002  | Нью-Йорк        | Соединённые Штаты | The Music Hall at Snug Harbour         |
| 12 октября 2002  | Нью-Йорк        | Соединённые Штаты | St. Anne’s Warehouse                   |
| 16 октября 2002  | Нью-Йорк        | Соединённые Штаты | Colden Center at Queens College        |
| 17 октября 2002  | Нью-Йорк        | Соединённые Штаты | Jimmy’s Bronx Cafe                     |
| 20 октября 2002  | Нью-Йорк        | Соединённые Штаты | Beacon Theatre                         |
| 21 октября 2002  | Аппер-Дарби     | Соединённые Штаты | Tower Theater                          |
| 23 октября 2002  | Бостон          | Соединённые Штаты | Orpheum Theatre                        |

## Звучащие в турне песни
| Из альбома Space Oddity - «Space Oddity» Из альбома Hunky Dory - «Changes» - «Life on Mars?» - «The Bewlay Brothers» Из альбома The Rise and Fall of Ziggy Stardust and the Spiders from Mars - «Moonage Daydream» - «Starman» - «Ziggy Stardust» Из альбома Diamond Dogs - «Rebel Rebel» Из альбома Ziggy Stardust: The Motion Picture - «White Light/White Heat» (оригинальная версия выпущена в альбоме White Light/White Heat (1968) группы The Velvet Underground; автор и композитор: Лу Рид) Из альбома Young Americans - «Fame» (Дэвид Боуи, Джон Леннон, Карлос Аломар) Из альбома Station to Station - «Stay» Из альбома Low - «Speed of Life» - «Breaking Glass» (Боуи, Деннис Дэвис, Джордж Мюррей) - «What in the World» - «Sound and Vision» - «Always Crashing in the Same Car» - «Be My Wife» - «A New Career in a New Town» - «Warszawa» (Боуи, Брайан Ино) - «Art Decade» - «Weeping Wall» - «Subterraneans» Из альбома «Heroes» - «„Heroes“» (Боуи, Ино) Из альбома Lodger - «Look Back in Anger» (Боуи, Ино) | Из альбома Scary Monsters (and Super Creeps) - «Ashes to Ashes» - «Fashion» Из альбома Let’s Dance - «China Girl» (оригинальная версия выпущена в альбоме The Idiot (1977) Игги Попа; авторы: Игги Поп и Дэвид Боуи) - «Let’s Dance» Из альбома Outside - «Hallo Spaceboy» (Боуи, Ино) Из альбома Earthling - «I’m Afraid of Americans» (Боуи, Ино) Из альбома ‘hours…’ - «Survive» (Боуи, Ривз Гэбрелс) Из альбома Heathen - «Sunday» - «Cactus» (оригинальная версия выпущена в альбоме Surfer Rosa (1989) группы Pixies; автор и композитор: Блэк Фрэнсис) - «Slip Away» - «Slow Burn» - «Afraid» - «I’ve Been Waiting for You» (оригинальная версия выпущена в альбоме Neil Young (1968) Нила Янга; автор и композитор: Нил Янг) - «I Would Be Your Slave» - «I Took a Trip on a Gemini Spaceship» (оригинальная версия записана Legendary Stardust Cowboy) - «5:15 the Angels Have Gone» - «Everyone Says 'Hi'» - «A Better Future» - «Heathen (The Rays)» Прочие песни: - «Absolute Beginners» (оригинальная версия выпущена как часть саундтрека фильма Absolute Beginners (1986); автор и композитор: Дэвид Боуи) - «Alabama Song» (из оперы Бертольда Брехта Расцвет и падение города Махагони; авторы: Брехт и Курт Вайль; внеальбомный сингл с песней был выпущен позже, в 1980 году) - «I Feel So Bad» (оригинальная версия записана Чак Уиллис в 1953 году, наиболее известный вариант записан Элвисом Пресли и выпущен в качестве би-сайда на его сингле «Wild in the Country»; автор и композитор: Чак Уиллис) - «One Night» (оригинальная версия выпущена на одноимённом на сингле Элвиса Пресли в 1958 году; авторы: Дэйв Бартоломью, Перл Кинг и Анита Стейман) |